# Quận Orange, New York
Quận Orange là một quận nằm trong tiểu bang New York. Nó là một phần của vùng thống kê đô thị Poughkeepsie-Newburgh-Middletown, New York, và có vị trí phía bắc của vùng đô thị New York. Quận này nằm trong khu vực cảnh quan tiểu bang vùng Mid-Hudson của thung lũng Hudson. Tên của nó được đặt để vinh danh William III của Quận Orange, người đã được các cư dân định cư trong khu vực ban đầu rất coi trọng. Theo điều tra dân số năm 2000, dân số quận là 341.367 người. Quận lỵ là Goshen. Trung tâm dân số của New York nằm ở Quận Orange, trong Deerpark [1].

## Thành phố và thị trấn

### Thành phố
- Middletown
- Newburgh
- Port Jervis

### Làng
- Chester
- Cornwall on Hudson
- Florida
- Goshen
- Greenwood Lake
- Harriman
- Highland Falls
- Kiryas Joel
- Maybrook
- Monroe
- Montgomery
- Otisville
- South Blooming Grove
- Tuxedo Park
- Unionville
- Walden
- Warwick
- Washingtonville
- Woodbury

### Thị trấn
- Blooming Grove
- Chester
- Cornwall
- Crawford
- Deerpark
- Goshen
- Greenville
- Hamptonburgh
- Highlands
- Minisink
- Monroe
- Montgomery
- Mount Hope
- New Windsor
- Town of Newburgh
- Tuxedo
- Wallkill
- Warwick
- Wawayanda
- Woodbury